# Porphin
Porphin ist eine heterocyclische (enthält 4 Stickstoff-Atome), aromatische (genügt der Hückel-Regel: 4n + 2 π-Elektronen) chemische Verbindung, die aus vier Pyrrol-Ringen (Tetrapyrrol) aufgebaut ist.
Porphin bildet unter anderem Eisen-, Magnesium- und Kupfer-Komplexe. Es ist die Stammverbindung aller Porphyrine, der Atmungspigmente. Wichtige Porphyrin-Komplexe sind z. B. die Häme.
Aufgrund des konjugierten π-Elektronensystems ist Porphin farbig, und zwar tiefrot.

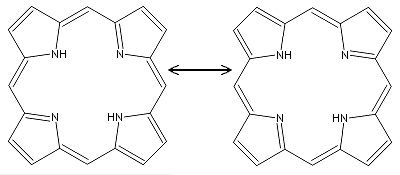
Resonanzstrukturen des Porphins